# NGC 490

NGC 490

NGC 490 يشار إليها أحيانا باسم PGC 4973 أو GC 277، وهي مجرة محدبة تقع في كوكبة الحوت. تبعد حوالي 85 مليون سنة ضوئية من الأرض واكتشفها المهندس الأيرلندي بيندون بلود ستوني في 6 ديسمبر 1850. على الرغم من أن جون دراير يثبت الاكتشاف لعلم الفلك ويليام بارسونز، يلاحظ أن العديد من اكتشافاته المزعومة قام بها أحد مساعديه. في حالة NGC 490، تم اكتشاف هذا الاكتشاف من قبل بيندون ستوني، الذي اكتشفه مع NGC 486، NGC 492 و NGC 500 خلال ملاحظته NGC 488.
تم وصف المجرة في البداية بأنها "خافتة جدا وصغيرة جدا ومستديرة، 8 قوس شمال شرق NGC 488.

## وصلات خارجية
- NGC 490 على موقع ويكي سكاي: DSS2, SDSS, GALEX, IRAS, Hydrogen α, X-Ray, Astrophoto, Sky Map, Articles and images